# Christine Amor
Pour les articles homonymes, voir Amor.
Christine Amor, née le 4 septembre 1952 à Brisbane en Australie, est une actrice de télévision australienne.

## Biographie
Elle joue dans des films télévisés : Alvin Purple (1973), Petersen (1974), et au cinéma dans Snapshot (1979) ainsi que dans les deux films réalisés par Alec Mills en 1990 : Dead Sleep et Bloodmoon. 
Elle joue le rôle de Felicity Carsondm dans la série dramatique Carson's Law en 1983-1984. En 2006, elle fait le rôle de Miss Chatam dans H2O.